# 曼費德交響曲
《曼費德交響曲》（英語：Manfred Symphony），作品58，是俄國作曲家柴可夫斯基所作的交響作品。這是柴可夫斯基唯一沒有編號的交響曲作品，他視之為「標題交響曲」。

## 創作歷程
樂曲原本是由俄國劇評家史塔索夫於1868年向柴可夫斯基的朋友，作曲家巴拉基列夫提議為此創作一首交響曲，可是巴拉基列夫有感自己未有足夠能力寫成作品，隨後他曾把建議轉交給專長寫標題音樂的法國作曲家白遼士，但同樣遭對方拒絕並發還，巴拉基列夫遂把建議暫擱在一旁。1880年代，他將建議書交給柴可夫斯基，希望他可以完成這個計劃，柴可夫斯基起初並不願意，而是在兩年後才答應了此一邀請。柴氏在準備離開聖彼得堡、前往達沃斯（Davos）探往瀕死的好友柯泰克（Iosif Kotek）時，致信予巴拉基列夫：「我明早就要動身。今天我會去書店買（拜倫的）《曼費德》。登上阿爾卑斯山頂正合我意；如果我不是要去見一個垂死之人的話，那裏的環境將非常適宜構思《曼費德》的音樂形象。無論如何，我向您保證我將不惜一切代價，全力以赴地實現您的願望。」
《曼費德》選自英國作家喬治·戈登·拜倫於1817年完成的同名作品《曼費德》。本曲創作期間約於1885年5月至9月間，介於柴氏《第4號交響曲》和《第5號交響曲》之間。柴可夫斯基最終亦將作品題獻給巴拉基列夫。
此曲1886年3月11日於莫斯科首演，指揮為Max Erdmannsdörfer。

## 分析
《曼費德交響曲》不僅是柴可夫斯基的唯一一首標題交響曲，而且它和其他有編號交響曲（包括未有完成的《第7號交響曲》）亦有很多相異之處。篇幅上，《曼費德交響曲》的演奏時間是所有柴氏交響曲中最長者，平均約為55分鐘長，較《悲愴》多出約7分鐘長度。

### 配器
《曼費德交響曲》所動用的人數和樂器種類，都是八首交響曲中最多的。在本曲，柴可夫斯基用上了英國管、低音單簧管、小號、豎琴和簧風琴。這幾種樂器雖然在其他的管絃作品中都有使用過，但卻從來沒有套用在其他任何一首交響曲上；而所運用的敲擊樂器既也是八首中最多，也貫穿四個樂章，而非如其他交響曲般只在某一個樂章中使用。由於樂曲所動用的規模較大，對樂手的技術要求亦相對比其他交響曲為高，故此直至現今，雖然名氣並不遜於第4號、第5號或第6號交響曲，但演奏次數卻遠比以上三首為少。
| - 木管樂器 - 長笛：3（第三部長笛兼任短笛） - 雙簧管：2 - 英國管 - 單簧管：2 - 低音單簧管 - 低音管：3 | - 銅管樂器 - 圓號：4 - 短號：2 - 小號：2 - 長號：3 - 低音號 | - 定音鼓 - 敲擊樂器：大鼓、鈸、鑼、三角鐵、鐘、鈴鼓 | - 豎琴：2 - 簧風琴（可以改用管風琴） - 弦樂器 |

依照工具書《管弦樂作品手冊》指示，上述之配器可簡記為"*3 *3 *3 3—4 4 3 1—tmp+5—2hp—str"。

### 樂曲結構
第一樂章
B小調，痛哭的緩板－稍快的中板－行板（lento lugubre - moderato con moto - andante）。此樂章是唯一沒有柴氏文字註解的樂章。
第二樂章
B小調，甚有精神的甚快板（vivace con spirito），小題〈阿爾卑斯山上的精靈，現身於瀑布中的彩虹〉。
第三樂章
G大調，稍快的行板（andante con moto），柴氏註解：「是一首田園詩。一群山區單純、自由又平靜的居民。」
第四樂章
B小調—B大調，熱烈的快板（allegro con fuoco），長度為四樂章之最。

## 評價
柴可夫斯基曾寫信給女高音好友帕弗洛芙斯卡雅（Emiliya Pavlovskaya），表示《曼費德》是他一生中最好的交響曲，不過他在後來給康斯坦丁大公爵的信中又說，自己頗為厭惡這部作品。
除了柴氏本人前後不一致的看法外，首演後的評論亦毀譽參半，其中以強力集團之一的居伊最為不客氣。他認為，柴可夫斯基在音樂中只突顯曼費德的陰沉和貴族氣質，完全失去了強力集團所倡議的「區別於歐洲古典音樂的具有鮮明俄羅斯特色的浪漫派音樂」的要求。而柴可夫斯基的好友，樂評家拉羅克（Herman Laroche）雖則語氣較為溫和，但亦對此作品不甚欣賞。柴氏一度打算將樂譜銷毀，後來還是保留下來。
現代音樂家部分，指揮家托斯卡尼尼非常欣賞本曲，認為是柴可夫斯基最完美的作品。不過在他於1953年的錄音版本中，卻把樂曲作出了一些修改和刪剪。反之，指揮家伯恩斯坦則認為本曲如同「垃圾」，他在1960年代至1970年代初灌錄了柴可夫斯基六首已完成的交響曲，就是刻意不肯灌錄此曲。

## 外部連結
- 曼費德交響曲的詳細創作背景，於Tchaikovsky-research.net中刊載(英文)
- 曼弗雷德交響曲：国际乐谱典藏计划上的乐谱